# Benjamín Garré
Benjamín Antonio Garré (Buenos Aires, 11 de julho de 2000) é um futebolista argentino que atua como ponta e meio-campista pelo Vasco da Gama.
Benjamín é neto do ex-jogador Oscar Garré, campeão com a Argentina na Copa do Mundo de 1986.

## Carreira

### Manchester City
Benjamin Garré iniciou sua trajetória no futebol nas categorias de base do Club Atlético Vélez Sarsfield. Em junho de 2016, assinou contrato com o Manchester City, da Inglaterra. O clube argentino recorreu ao Tribunal Arbitral do Esporte (TAS) e denunciou a equipe inglesa, alegando que a transferência violava as regras para atletas menores de idade, já que o jogador teria se mudado quando tinha apenas 15 anos.
O Manchester City, por sua vez, argumentou que a negociação foi realizada após Garré completar 16 anos e que, por possuir passaporte italiano, sua transferência era permitida pelas regras da União Europeia, que autorizam a movimentação de jogadores de 16 e 17 anos entre países do bloco. O TAS deu razão à Fifa e ao Manchester City, validando a transferência do atleta.
Para ganhar experiência, atuou pelo time juvenil dos Citizens, disputando 61 partidas e marcando 14 gols, incluindo participações na Liga Jovem da UEFA. Em duas edições disputadas, o atleta comemorou quatro tentos, sendo dois diante o Napoli, em duas partidas diferentes na edição de 2017–18, e contra o Shakhtar e o Hoffenheim, na época posterior.
Antes da temporada 2018–19, participou da pré-temporada nos Estados Unidos e jogou sua primeira partida pelo time principal no International Champions Cup de 2018, contra o Borussia Dortmund, entrando no lugar de Phil Foden aos 73 minutos na derrota por 1 a 0. Também entrou em campo nos jogos contra o Liverpool (derrota por 2 a 1) e Bayern de Munique (vitória por 3 a 2).
Sem espaço na equipe dominante do Futebol Inglês, Garré optou por deixar a Inglaterra e retornar ao seu país de origem. Na ocasião, jogadores como Phil Foden e Eric García, outrora seus companheiros de equipe, já gozavam de espaço na equipe azul principal, enquanto Benja não tinha o mesmo prestígio. Então, após desejo de um ídolo argentino, o atleta volta à Argentina com os Citizens cedendo-o por um valor inferior a de 3 milhões de euros.

### Racing
Benjamín Garré retornou ao futebol argentino em janeiro de 2020 a pedido de Diego Milito, então diretor de futebol do Racing. O clube comprou o atacante do Manchester City por cerca de 2,5 milhões de dólares.
Estreou na Campeonato Argentino de Futebol em 28 de fevereiro, contra o Newell's Old Boys. Em 24 de setembro, marcou seu primeiro gol pelo clube na vitória por 2 a 0 sobre o Alianza Lima, pela Copa Libertadores de 2020.
Durante as três temporadas em que defendeu a equipe, Garré teve dificuldades para se firmar. Uma lesão grave no joelho esquerdo comprometeu sua sequência de jogos, afastando-o dos gramados por um longo período. Entre 2020 e 2023, disputou apenas 32 partidas e marcou três gols.
Em entrevista à imprensa argentina, o jogador revelou ter enfrentado um período de depressão no clube. No entanto, buscou ajuda profissional, o que contribuiu para sua recuperação e bem-estar mental.

### Huracán (empréstimo)
No verão de 2022, foi emprestado ao Club Atlético Huracán. Estreou pelo clube em 11 de junho, contra o Rosario Central, e marcou seu primeiro gol em 25 de julho, na vitória por 1 a 0 contra o Club Atlético Colón.[carece de fontes?]
Quando se transferiu para o Huracán, em 2022, Benjamín  se tornou o quinto membro de sua família a defender o clube em diferentes épocas. Além de seu avô, que jogou na temporada 1988/1989, seu pai, Emiliano Garré, e seus tios, Ezequiel Garré e Leonardo Orsi, também vestiram a camisa da equipe. Lá, disputou 26 partidas, marcando quatro gols e dando uma assistência. Após sua passagem pelo clube da família, acertou sua transferência para o futebol russo.

### Krylia Sovetov Samara

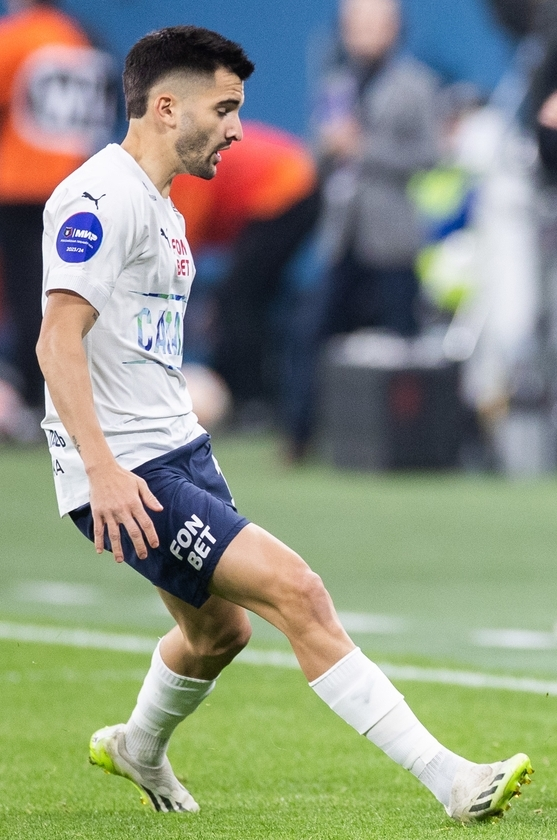
Garré pelo Krylia em 2023.

Em janeiro de 2023, transferiu-se para o Krylia Sovetov Samara, da Rússia, assinando contrato por 3,5 anos em uma negociação avaliada em €1,75 milhão. Tornou-se o segundo jogador argentino da história do clube, depois de Gustavo Lillo.
Em sua primeira temporada, o jogador tivera um desempenho irregular. Marcou apenas três gols na Premier League Russa, sendo todos esses nas últimas cinco partidas. Todavia, conseguiu ir longe na Copa da Rússia de Futebol; mesmo não tendo nenhum gol, viu o clube rumar à semifinal, onde foram eliminados nas penalidades diante o Krasnodar.
Depois desse período, Benjamín conseguiu fazer sua melhor época na carreira. Nas primeiras cinco partias, marcou três gols e tão logo sofrera uma pequena lesão no tornozelo, mas retornou e continuou a boa fase e conseguiu chegar a marca de oito bolas na rede até aquele momento no Campeonato Russo de 2023–24; alguns desses tentos ocorreram em cobranças de pênaltis, pois ele havia se tornado o cobrador oficial da equipe. Entretanto, interrompendo novamente a ótima fase, o camisa 10 foi acometido por um problema muscular no início de 2024 e ficou ausente dos jogos até o fim do quarto mês. Em seu retorno, fizera apenas mais um gol e concluiu a temporada com nove gols e três assistências em 25 partidas.
Após essa grande temporada, o jogador novamente passou por um período menos inspirado. No referente a primeira metade da época 2024–25, o atleta marcou apenas gols em penalidades. Das três vezes que conseguiu acertar o gol, duas foram em uma cobrança de pênaltis diante o Rubin Kazan na Liga e contra o Dínamo Moscou na Copa da Rússia. No jogo anterior dessa última competição, também vencera o goleiro adversário, mas dessa vez em uma disputa por pênaltis.
No mesmo momento que estava nesse período irregular, o Vasco da Gama, equipe que já havia tentado a contratação do argentino na época passada, reacendeu o interesse no atacante e tratou de negociar diretamente com a equipe e os representantes do atleta. Desse modo, com o fim das negociações, Benjamín despediu-se do país para retornar à América do Sul.

### Vasco da Gama
Em fevereiro de 2025, Garré foi contratado pelo Vasco da Gama, do Brasil. Ele chegou ao Rio de Janeiro no dia 20 para assinar com a equipe até dezembro de 2027 e assumira a camisa 15 da equipe. Ainda no aeroporto, deu suas breves primeiras declarações aos jornalistas no recinto e afirmou estar "preparado" para defender a equipe carioca.

## Seleção Argentina
Em 2015, Garré conquistou a medalha de bronze no Campeonato Sul-Americano Sub-15.
Em 2017, participou do Campeonato Sul-Americano Sub-17, realizado no Chile. Durante o torneio, atuou nas partidas contra Venezuela (vitória por 1 a 0), Paraguai (vitória por 1 a 0), Peru (vitória por 3 a 0) e Brasil (derrota por 2 a 0).

## Títulos

### Individual
- Melhor Jogador do Mês da Premier League Russa: Julho/Agosto de 2023[34]